# メブロカロン
メブロカロン(Mebroqualone)は、キナゾリノン系のGABA作動薬である。メクロカロンのアナログで、β型のGABAA受容体アゴニスト活性に由来する同様の催眠/鎮静作用を有する。1960年代に初めて合成された。メブロカロンでは、メクロカロンの3-フェニル環の塩素原子が臭素原子に置き換わっている。ドイツでは1998年に非合法化されたが、その他の情報はほとんどない。この化合物は、ドイツの闇市場で、メクロカロンのアナログのデザイナードラッグとして販売されていたようである。